# Phlaeobida chloronema
Phlaeobida chloronema är en insektsart som beskrevs av Liang 1986. Phlaeobida chloronema ingår i släktet Phlaeobida och familjen gräshoppor. Inga underarter finns listade i Catalogue of Life.